# Eric Gordon
Eric Ambrose Gordon, Jr. (ur. 25 grudnia 1988 w Indianapolis) – amerykański koszykarz, grający na pozycji rzucającego obrońcy, od 2023 zawodnik Phoenix Suns.
W 2007 wystąpił w meczu gwiazd amerykańskich szkół średnich - McDonald’s All-American.
9 lipca 2016 podpisał umowę z Houston Rockets.
W sezonie 2017/2018 zajął drugie miejsce w głosowaniu na najlepszego „szóstego” zawodnika ligi NBA. 9 lutego 2023 został wytransferowany do Los Angeles Clippers. 6 lipca 2023 dołączył do Phoenix Suns.

## Osiągnięcia
Stan na 28 września 2023, na podstawie, o ile nie zaznaczono inaczej.
NCAA
- Uczestnik turnieju NCAA (2008)
- Najlepszy pierwszoroczny zawodnik roku konferencji Big Ten (2008)[7]
- Zaliczony do:
  - I składu:
    - Big 10 (2008)
    - pierwszoroczniaków Big 10 (2008)

  - II składu:
  - All-American (2008 przez NABC)
  - III składu All-American (2008 przez AP)

NBA
- Najlepszy rezerwowy sezonu NBA (2017)[8]
- Zaliczony do II składu debiutantów NBA (2009)[9]
- Zwycięzca konkursu rzutów za 3 punkty (2017)[10]
- Uczestnik:
  - konkursu rzutów za 3 punkty (2017, 2018)[11]
  - Rising Stars Challenge (2009, 2010)
- Debiutant miesiąca NBA (styczeń 2009)

Reprezentacja
- Mistrz świata (Turcja 2010)